# Servi Sulpici Camerí Rufus
Servi Sulpici Rufus  (llatí: Servius Sulpicius Camerinus Rufus) va ser un magistrat romà del segle iv aC. Formava part de la família dels Camerins, una branca de la gens Sulpícia, d'origen patrici.
Va ser elegit cònsol l'any 345 aC juntament amb Marc Fabi Dorsó i en aquest càrrec va ser responsable de l'atac i conquesta de la ciutat de Sora. Ho expliquen Titus Livi i Diodor de Sicília